# بانكسايد
بانكسايد هي منطقة في لندن، إنجلترا، داخل منطقة لندن بورو في ساوثوارك. تقع بانكسايد على الضفة الجنوبية لنهر التايمز، على بعد 1.5 ميل (2.4 كـم) شرق تشارينغ كروس، يمتد من غرب جسر بلاكفريارس إلى مسافة قصيرة قبل جسر لندن في سانت ماري أوفيري دوك. إنه جزء من منطقة تحسين الأعمال المعروفة باسم "أفضل بانك سايد".

## تاريخ

### أسماء المواقع الجغرافية
أُستصلحت 'البانك' من قبل الذي كان يمتلك مانور كلينك الذي يعد هذا جزءا من هذه المنطقة. هناك خطة خريطة في أرشيف دوقية لانكستر تظهر 'الطريق إلى البانك'. سُجل الاسم في عام 1554 باسم جانب بانكي ويعني 'الشارع على طول ضفة نهر التايمز'. في عام 1860، أُنشئ شارع ساوثوارك لربط معابر بلاكفريارس وجسر لندن هنا ويمكن اعتبار ذلك المحيط الجنوبي غير الرسمي للمنطقة.

### التنمية الحضرية
بانكسايد هو جانب النهر من الحريات السابقة لكلينك وباريس جاردن. في العصر الإليزابيثي، نظرًا لوقوعها خارج مدينة لندن وسلطتها، أصبحت منطقة كلينك وحديقة باريس مشغولة بحفر صيد الدببة ودور اللعب، أُنشئت نسخة طبق الأصل منها في أواخر عام 1990. يُتتبع تاريخ المنطقة في دراسة تتبع أقدم تاريخ معروف لمبنى معين على جانب البنك حتى يومنا هذا. لقد شهدت تجديدا في العقود الأخيرة، وأصبحت وجهة سياحية مهمة، وتشكل منطقة لتحسين الأعمال. يهيمن على أفق بانكسايد محطة بانكسايد للطاقة السابقة، والتي تضم الآن متحف تيت مودرن.
تطور رئيسي جديد في المنطقة هو مجمع بانكسايد 1/2/3 في شارع ساوثوارك. تضم هذه المباني الثلاثة معا حوالي 5000 موظف. بانكسايد 1، المعروف أيضا باسم مبنى الزعانف الزرقاء، بُني وأُحتل جزئيا من قبل إيبك ميديا، في حين أن بانكسايد 2 و 3 تحتلها مجموعة أومنيكوم المحدودة. كان المهندس المعماري للمباني الحلفاء وموريسون.

## الحكم
إنه جزء من مجلس مجتمع بورو وبانك سايد الذي يتوافق مع أجنحة ساوثوارك الانتخابية للكاتدرائيات وتشوسر. هم جزء من برموندسي و أولد ساوثوارك دائرة البرلمان وعضو البرلمان نيل كويل وهو من حزب العمال. يقع ضمن دائرة لندن لامبث وساوثوارك.

## النقل
شَكل جسر بلاكفريارس اتصالا بالشمال منذ عام 1754، وفي عام 1819 ربط جسر ساوثوارك المنطقة بالمدينة. في عام 2000 فُتح اتصال مباشر للمشاة بين تيت مودرن وكاتدرائية سانت بول عبر جسر الألفية، والذي يستضيف أيضًا محطات لتأجير الدراجات. ومحطات انتظار للباصات مثل محطة بلاكفريارز على جانب المدينة عند الضفة الشمالية للنهر أُعيد تطويره كجزء من برنامج ثامسلينك وافتتح مدخلا على ضفاف النهر في عام 2012. لندن بريدج وساوثوارك هي المحطات الأخرى الأقرب إلى بانكسايد، وتقع في الشرق والجنوب. يخدمها خطوط الحافلات 381 وRV1 التي تعمل بالهيدروجين.

## أنظر أيضا
- مزارعو بانكسايد - مجموعة من خمسة من أوائل المستعمرين الأمريكيين المقيمين في الأصل في منطقة بانكسايد في لندن.

## روابط خارجية
- صفحة Bankside على موقع مجتمع London SE1
- Better Bankside - موقع الويب الرسمي لمنطقة تحسين الأعمال
- بانك سايد ميكس - موقع إلكتروني للترويج والسياحة المحلية